# Glurns
Glurns (italià Glorenza) és un municipi italià, dins de la província autònoma de Tirol del Sud. És un dels municipis del districte i de Vinschgau. L'any 2007 tenia 884 habitants. Limita amb els municipis de Mals, Prad am Stilfser Joch, Schluderns i Taufers im Münstertal.

## Situació lingüística
| Pertinença lingüística (cens 2001) | 96,51% alemany |
| Pertinença lingüística (cens 2001) | 3,37% italià   |
| Pertinença lingüística (cens 2001) | 0,12% ladí     |

## Administració
| Període | Identitat             | Partit |
| ------- | --------------------- | ------ |
| 2004-   | Erich Josef Wallnofer | SVP    |

## Galeria d'imatges

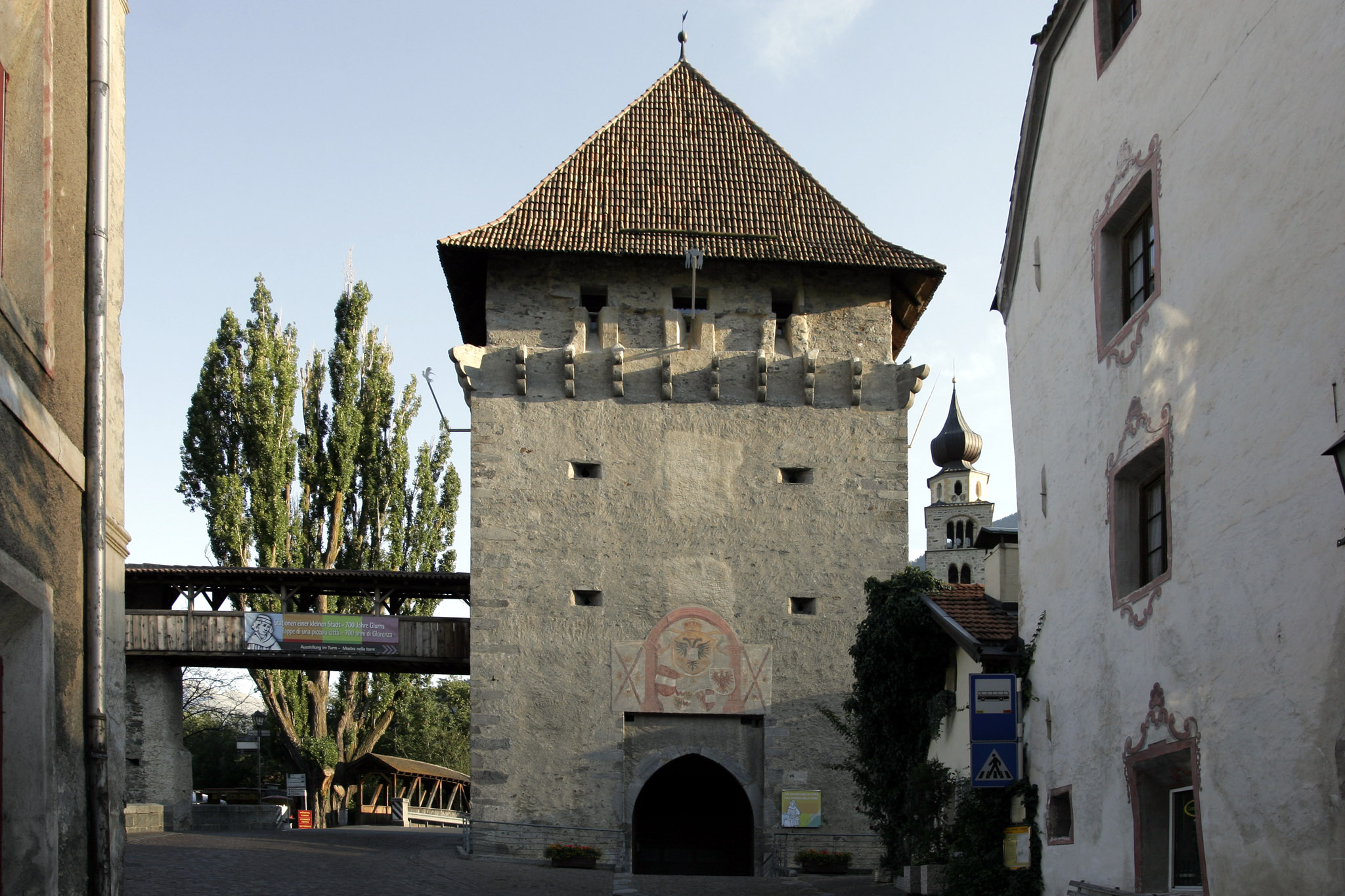
Una de les portes de la ciutat

Territori comunal

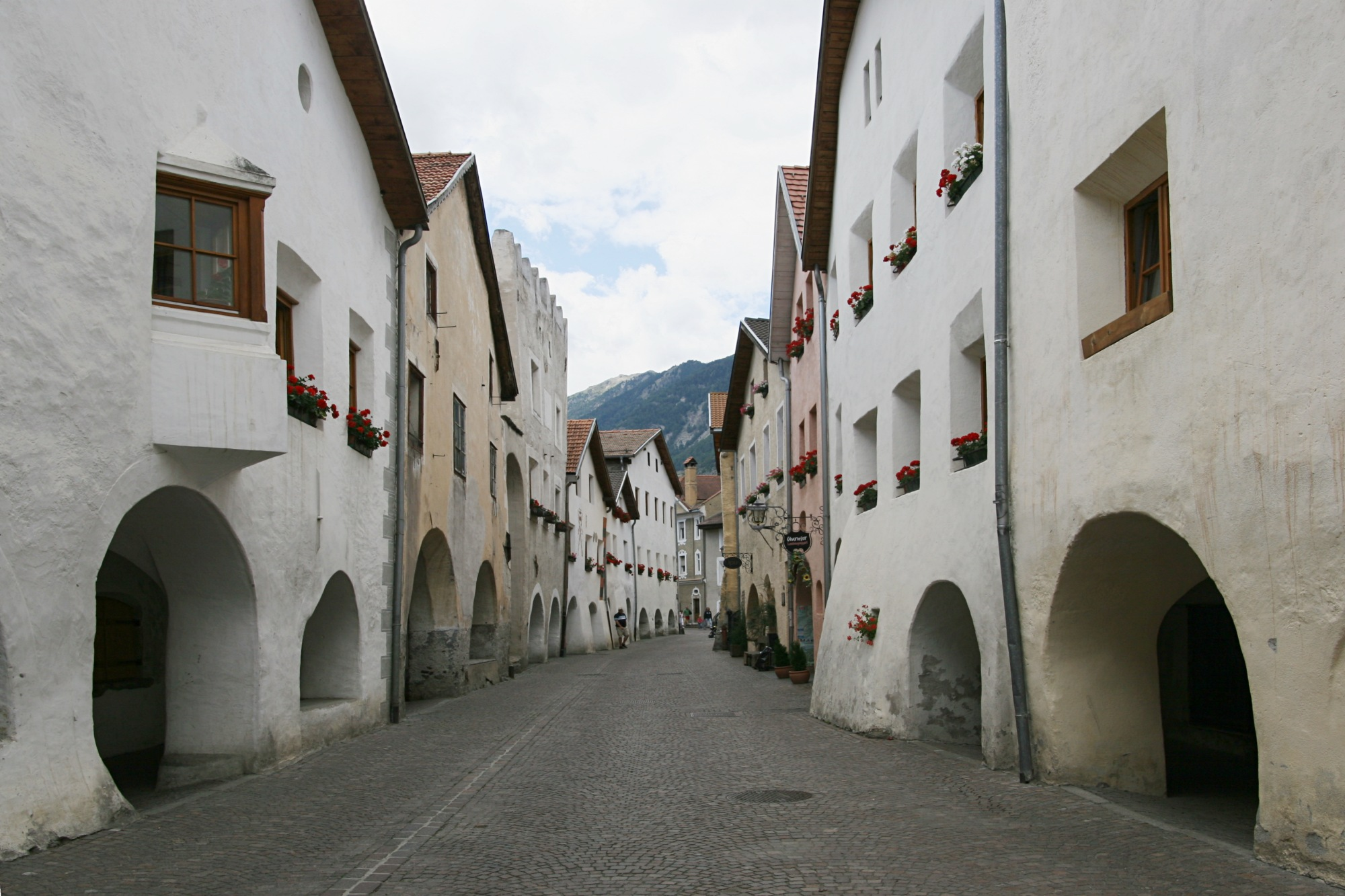
Carrer del centre
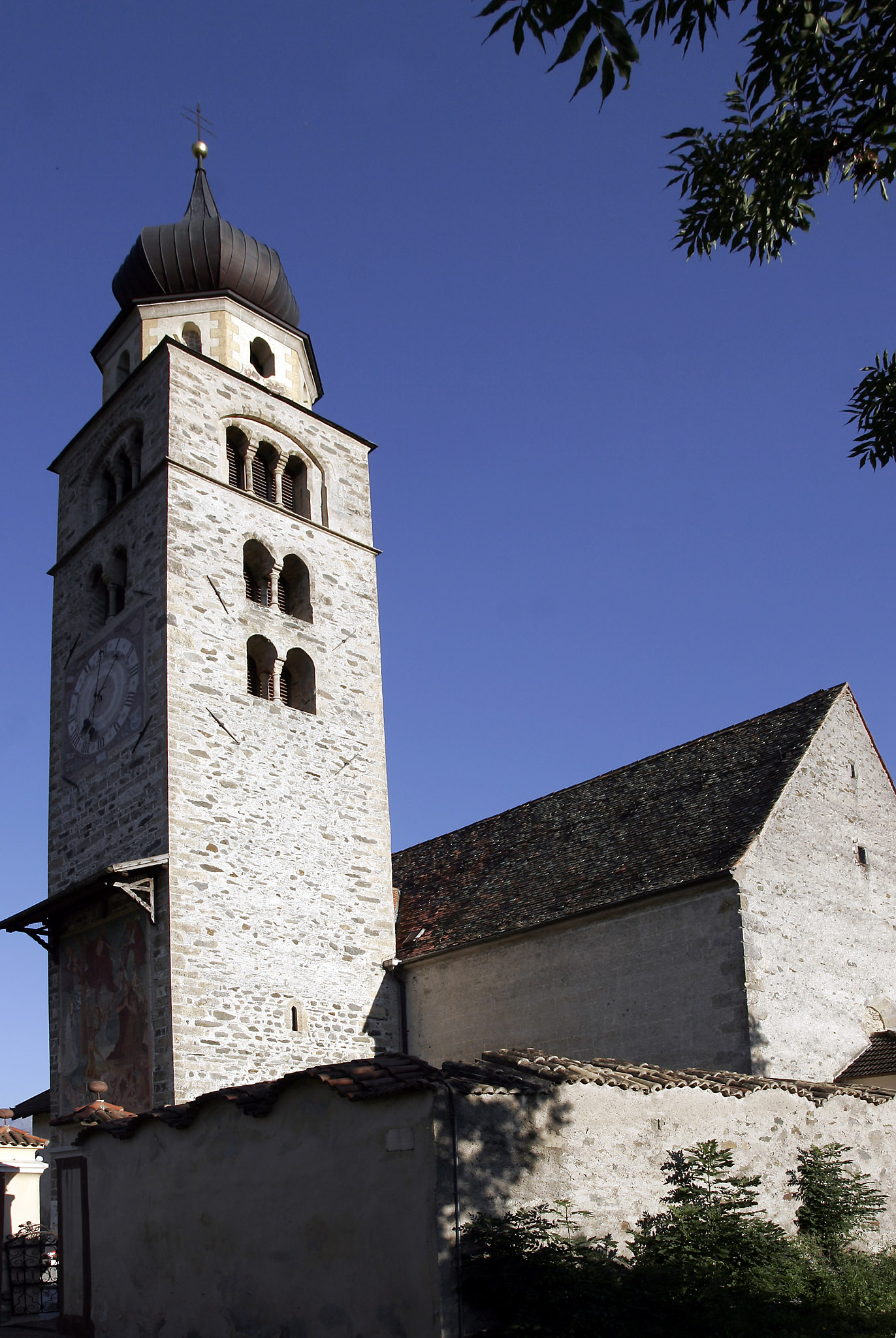
Església de Sant Pancraç